# Hoplodrina sericea
Hoplodrina sericea är en fjärilsart som beskrevs av Adolph Speyer 1867. Hoplodrina sericea ingår i släktet Hoplodrina och familjen nattflyn. Inga underarter finns listade i Catalogue of Life.